# Анновка (Белогорский район)
А́нновка (до сер. XIX в. Алевке́; укр. Аннівка, крымскотат. Alevke, Алевке) — село в Белогорском районе Республики Крым, входит в состав Новожиловского сельского поселения (согласно административно-территориальному делению Украины — Новожиловского сельского совета Автономной Республики Крым).

## Население
| 2001 | 2014 |
| ---- | ---- |
| 446  | ↘294 |

Всеукраинская перепись 2001 года показала следующее распределение по носителям языка
| Язык             | Процент |
| ---------------- | ------- |
| крымскотатарский | 65.02   |
| русский          | 26.68   |
| украинский       | 5.83    |
| другие           | 1.34    |

### Динамика численности
| - 1805 год — 111 чел. - 1864 год — 31 чел. - 1889 год — 135 чел. - 1892 год — 113 чел. - 1900 год — 110 чел. - 1915 год — 179/81 чел. | - 1926 год — 451 чел. - 1989 год — 318 чел. - 2001 год — 446 чел. - 2009 год — 392 чел. - 2014 год — 294 чел. |

## Современное состояние
На 2017 год в Анновке числится 8 улиц; на 2009 год, по данным сельсовета, село занимало площадь 114,2 гектара на которой, в 126 дворах, проживало 392 человека. В селе действуют начальная школа, фельдшерско-акушерский пункт. Анновка связана автобусным сообщением с Симферополем и соседними населёнными пунктами.

## География
Село расположено в степной зоне Крыма, на крайнем севере Белогорского района, у границы с Красногвардейским, в балке Бергуба. Высота над уровнем моря — 85 м. Соседние сёла: Тургенево в 4 км (или свыше 5 км по шоссе) к юго-западу и Колодезное, Красногвардейского района, в 4 км на юго-восток. Расстояние до райцентра — около 52 километров (по шоссе), ближайшая железнодорожная станция — Элеваторная, примерно в 15 километрах. Транспортное сообщение осуществляется по региональным автодорогам 35Н-264 Октябрьское — Садовое и 35Н-111 Анновка — Зуя (по украинской классификации — С-0-10654 и С-0-10335).

## История
Первое документальное упоминание села встречается в Камеральном Описании Крыма… 1784 года, судя по которому, в последний период Крымского ханства Алевке входила в Борулчанский кадылык Карасубазарского каймаканства.
После присоединения Крыма к России (8) 19 апреля 1783 года, (8) 19 февраля 1784 года, именным указом Екатерины II сенату, на территории бывшего Крымского Ханства была образована Таврическая область и деревня была приписана к Симферопольскому уезду. После Павловских реформ, с 1796 по 1802 год, входила в Акмечетский уезд Новороссийской губернии. По новому административному делению, после создания 8 (20) октября 1802 года Таврической губернии, Алевке был включён в состав Кадыкойской волости Симферопольского уезда
По Ведомости о всех селениях в Симферопольском уезде состоящих с показанием в которой волости сколько числом дворов и душ… от 9 октября 1805 года, в деревне Алирке числилось 13 дворов и 102 крымских татарина и 9 крымских цыган. На военно-топографической карте генерал-майора Мухина 1817 года деревня Алевки обозначена без указания числа дворов. Отток населения мог быть связан с эмиграциями татар конце XVIII — первой половине XIX веков в Турцию, а после отустения деревни её заселили переселенцами из России. После реформы волостного деления 1829 года деревню Аливке, согласно «Ведомости о казённых волостях Таврической губернии 1829 года», переподчинили из Кадыкойской волости в Айтуганскую. На карте 1836 года в деревне 4 двора, а на карте 1842 года деревня Алевки уже помечена как русская и обозначена условным знаком «малая деревня», то есть, менее 5 дворов. В 1847 году в селе была построена церковь Зачатия Анны.
В 1860-х годах, после земской реформы Александра II, деревню приписали к Зуйской волости того же уезда. В «Списке населённых мест Таврической губернии по сведениям 1864 года», составленном по результатам VIII ревизии 1864 года, Аливке (или Анновка) — владельческая татарская деревня с 6 дворами и 31 жителем при колодцах (на трёхверстовой карте Шуберта 1865—1876 года в деревне Алевки обозначено 4 двора). В «Памятной книге Таврической губернии 1889 года» по результатам Х ревизии 1887 года записана Анновка, с 23 дворами и 135 жителями.
После земской реформы 1890 года, Анновку отнесли к воссозданной Табулдинской волостии. По «…Памятной книжке Таврической губернии на 1892 год» в Анновке, входившей в Алексеевское сельское общество, числилось 113 жителей в 26 домохозяйствах. По «…Памятной книжке Таврической губернии на 1902 год» в деревне Анновка, входившей в Алексеевское сельское общество, числилось 110 жителей в 15 домохозяйствах. На 1914 год в селении действовала земская школа. По Статистическому справочнику Таврической губернии. Ч.II-я. Статистический очерк, выпуск шестой Симферопольский уезд, 1915 год, в деревне Анновка Табулдинской волости Симферопольского уезда числилось 32 двора с русским населением в количестве 179 человек приписных жителей и 81 — «посторонних», из которых 127 мужчин и 133 женщины. Жители владели 16 десятинами земли. В хозяйствах имелось 100 лошадей, 20 волов, 25 коров и 85 голов мелкого скота. На 1917 год в селении действовало кредитное товарищество.

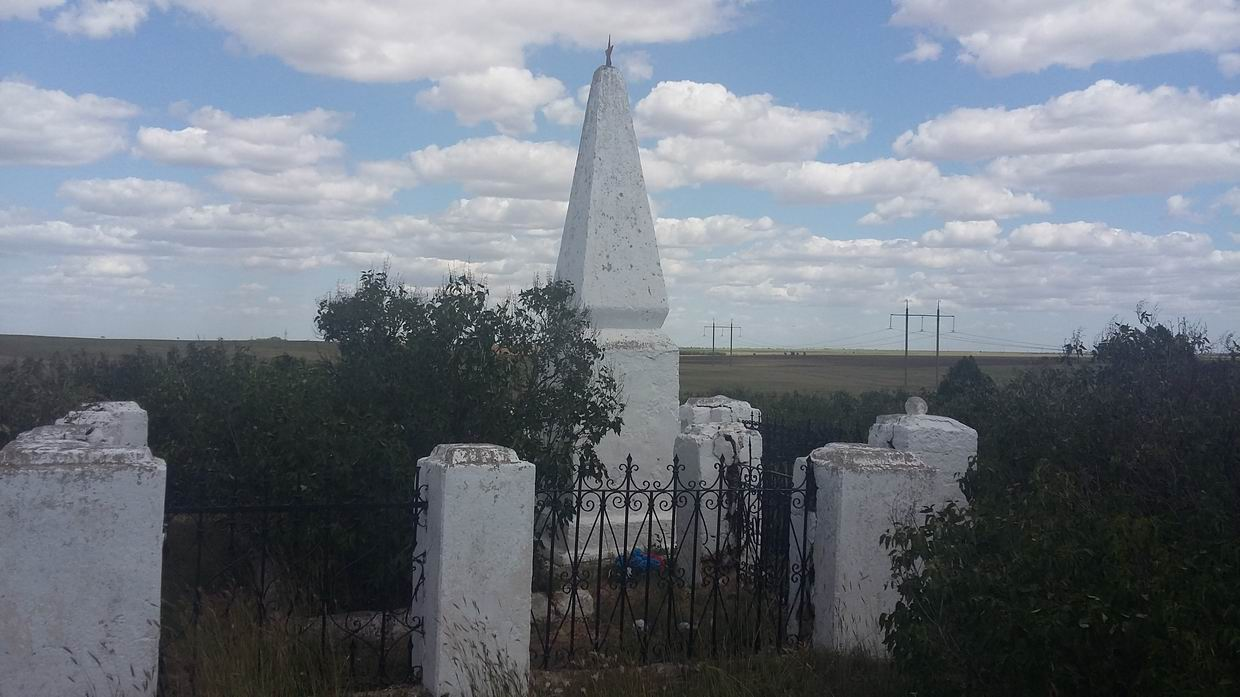
Братская могила советских воинов, 1944 год, Анновка, сельское кладбище Текст: «Вечная слава героям, павшим в борьбе за свободу и независимость нашей Родины. Лейтенанты Васильев В. В., Жабицкий И. И., Люльев С. М. 1944 г.».

После учреждения 18 октября 1921 года Крымской АССР, в составе Симферопольского уезда был образован Биюк-Онларский район, в состав которого включили село, а в 1922 году уезды получили название округов. 11 октября 1923 года, согласно постановлению ВЦИК, в административное деление Крымской АССР были внесены изменения, в результате которых был ликвидирован Биюк-Онларский район и Анновку включили в состав Симферопольского. Согласно Списку населённых пунктов Крымской АССР по Всесоюзной переписи 17 декабря 1926 года, в селе Анновка Чонгравского сельсовета Симферопольского района, числилось 86 дворов, из них 85 крестьянских, население составляло 451 человек. В национальном отношении учтено 425 русских, 25 греков, 1 немец, действовала русская школа. Постановлением КрымЦИКа «О реорганизации сети районов Крымской АССР» от 15 сентября 1930 года, был вновь создан Биюк-Онларский район (с 1944 года — Октябрьский район), теперь как немецкий национальный, куда включили Анновку.
После освобождения Крыма от фашистов в апреле, 12 августа 1944 года было принято постановление № ГОКО-6372с «О переселении колхозников в районы Крыма» и в сентябре 1944 года в район приехали первые новоселы (57 семей) из Винницкой и Киевской областей, а в начале 1950-х годов последовала вторая волна переселенцев из различных областей Украины. С 25 июня 1946 года Анновка в составе Крымской области РСФСР, а 26 апреля 1954 года Крымская область была передана из состава РСФСР в состав УССР. Время включения в Колодезянский сельсовет пока не установлено: на 15 июня 1960 года село уже числилось в его составе. Указом Президиума Верховного Совета УССР «Об укрупнении сельских районов Крымской области», от 30 декабря 1962 года Октябрьский район упразднили и Анновку присоединили к Красногвардейскому. По данным переписи 1989 года в селе проживало 318 человек. С 12 февраля 1991 года село в восстановленной Крымской АССР, 26 февраля 1992 года переименованной в Автономную Республику Крым. С 21 марта 2014 года в составе Крыма аннексирована Россией.